# Igor Krichever
Igor Moiseevich  Krichever (en russe : Игорь Моисеевич Кричевер), né le 8 octobre 1950 à Taganrog et mort le 1er décembre 2022, est un mathématicien russe.

## Carrière
Igor Krichever fréquente une école spéciale de mathématiques à Moscou ; il remporte une médaille d'argent à l'Olympiade mathématique internationale en 1967 et commence la même année des études de mathématiques à l'université Lomonossov, où il est élève de Sergueï Novikov. Krichever travaille d'abord en topologie algébrique (théorie du cobordisme). En 1972, il y obtient son doctorat. Peu de temps après, il se tourne (comme Novikov) vers l'étude des systèmes dynamiques intégrables, qu'il traite à l'aide de méthodes de géométrie algébrique, en particulier l’équation de Korteweg-de Vries périodique (1974) et l'équation de Kadomtsev-Petviashvili périodique, suivies d'autres équations différentielles non linéaires exactement intégrables de la physique mathématique. Sur ce sujet, il travaille en étroite collaboration avec Novikov, Dubrovin, V. M. Buchstaber. Plusieurs notions portent son nom (genre de Krichever, équation et algèbres de Krichever-Novikov).
Krichever est professeur à l'Institut Landau de physique théorique de Moscou et à l'université Columbia. Il a également enseigné à l'université indépendante de Moscou et à l'Institut de physique théorique et expérimentale. En 1990, il est conférencier invité au Congrès international des mathématiciens à Kyoto (The periodic problem for two dimensional integrable systems) et en 2022, il donne une conférence plénière au Congrès international des mathématiciens (Algebraic-geometric methods in the theory of integrable systems).